# Avicularia taunayi
Avicularia taunayi är en spindelart som först beskrevs av Cândido Firmino de Mello-Leitão 1920.  
Avicularia taunayi ingår i släktet Avicularia och familjen fågelspindlar. Inga underarter finns listade.